# Protesty przeciwko zmianom w ustawie o radiofonii i telewizji w Polsce

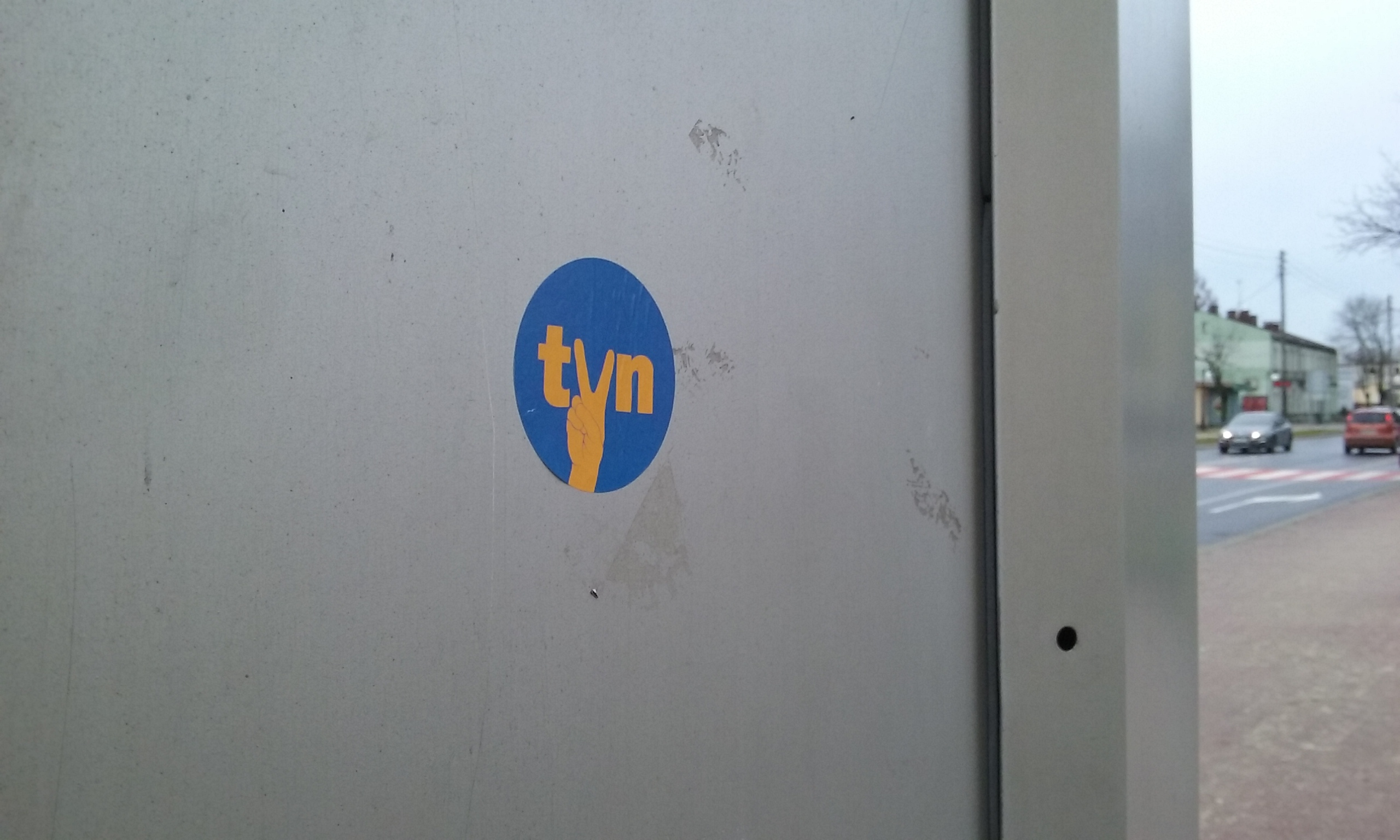
Wlepka z czasów manifestacji na przystanku autobusowym w Tomaszowie Mazowieckim

Protesty przeciwko zmianom w ustawie o radiofonii i telewizji w Polsce, określane także jako protesty w obronie wolnych mediów i protesty przeciwko lex anty-TVN – masowe protesty społeczne, odbywające się w 2021 roku w związku ze złożeniem w Sejmie IX kadencji przez grupę posłów klubu Prawa i Sprawiedliwości projektu nowelizacji ustawy o radiofonii i telewizji.

## Przebieg procesu legislacyjnego i sytuacja prawna

### Wniosek grupy posłów klubu Prawa i Sprawiedliwości
7 lipca 2021 grupa 22 posłów klubu Prawa i Sprawiedliwości – Waldemar Andzel, Barbara Bartuś, Joanna Borowiak, Anita Czerwińska, Barbara Dziuk, Teresa Glenc, Czesław Hoc, Piotr Kaleta, Piotr Król, Anna Krupka, Joanna Lichocka, Anna Milczanowska, Szymon Pogoda, Piotr Polak, Urszula Rusecka, Marek Suski, Ewa Szymańska, Janusz Śniadek, Robert Telus, Ryszard Terlecki, Grzegorz Wojciechowski, Wojciech Zubowski, złożyła w Sejmie RP projekt nowelizacji ustawy o radiofonii i telewizji.

### Założenia ustawy
W projekcie nowelizacji ustawy kontrowersje wzbudzała treść art. 35 ust. 2 pkt 1 ustawy z dnia 29 grudnia 1992 r. o radiofonii i telewizji. Zakładał on, że koncesję na nadawanie mogłyby otrzymywać telewizje, w których udział zagranicznego kapitału nie przekracza 49% (zapis ten nie dotyczy przedsiębiorstw z Europejskiego Obszaru Gospodarczego). Bezpośrednio uderzał on w stację telewizyjną TVN24, której właścicielem była Polish Television Holding BV (holenderska spółka), której jedynym akcjonariuszem była amerykańska spółka Discovery.

### Głosowanie w Sejmie i związane z nim kontrowersje

#### Przebieg głosowania
Podczas 36. posiedzenia Sejmu Rzeczypospolitej Polskiej IX kadencji 11 sierpnia 2021 ok. godziny 17:27 odbyło się głosowanie nad wnioskiem Władysława Kosiniaka-Kamysza o odroczenie posiedzenia. W głosowaniu nad partią Prawo i Sprawiedliwość zwyciężyła strona opozycyjna – za wnioskiem głosowali wszyscy posłowie i posłanki Koalicji Obywatelskiej, Lewicy, Koalicji Polskiej, Konfederacji (oprócz dwóch nieobecnych na posiedzeniu posłów – Konrada Berkowicza i Grzegorza Brauna), Kukiz’15, Polskich Spraw, 5 posłów Porozumienia i 3 posłów niezrzeszonych. Po odczytaniu wyników głosowania, niekorzystnych dla partii Prawo i Sprawiedliwość, prowadząca obrady i wywodząca się z PiS-u marszałek Sejmu Elżbieta Witek zarządziła 15-minutową przerwę, która przedłużyła się do ok. godziny 19:30. Po głosowaniu poseł Jarosław Sachajko w wypowiedzi dla TVN24 poinformował, że jego głos w głosowaniu nad odroczeniem posiedzenia to ewidentna jego pomyłka. Jak twierdziła część komentatorów, posłowie Kukiz’15 się nie „pomylili” – według nich miało być to celowe zagranie 3 posłów Kukiz’15. Część posłów opozycji sugerowała możliwość korupcji politycznej.

#### Analiza prawna przebiegu głosowania
Adwokat Michał Wawrykiewicz w ten sposób wypowiedział się na temat reasumpcji głosowania 11 sierpnia 2021:

Z punktu widzenia regulaminu Sejmu nie było przesłanek do reasumpcji głosowania. Można ją przeprowadzić, kiedy istnieją uzasadnione wątpliwości co do wyników głosowania. Zjednoczona Prawica straciła większość parlamentarną i postanowiła w sposób pozaprawny, siłą przepchnąć swoją wolę kolanem. To była siła bezprawia. Elżbieta Witek z dużym prawdopodobieństwem mogła dopuścić się przestępstwa urzędniczego, czyli nadużycia władzy

Prof. Iwona Hofman nazwała okoliczności głosowania „żenującymi”. Profesor Hofman uważała, że 11 sierpnia 2021 doszło do „jawnego kupczenia stanowiskami i korupcji politycznej”. Prof. Marek Chmaj uważał, iż wynik głosowania nad odroczeniem posiedzenia nie budził wątpliwości oraz że nie było powodu do jego reasumpcji. Zdaniem prof. Chmaja w tym przypadku Prawo i Sprawiedliwość nie zdołało zwyciężyć głosowania, w związku z czym doszło do jego reasumpcji, aby „namówić kilku posłów, żeby teraz zagłosowali inaczej”.
Stowarzyszenie Adwokackie „Defensor luris” w wydanym oświadczeniu wyraziło stanowczy sprzeciw wobec „dewastacji polskiego parlamentaryzmu”. Dewastacja parlamentaryzmu według oświadczenia stowarzyszenia miała mieć miejsce podczas reasumpcji głosowania. Zdaniem stowarzyszenia rzekome pomyłki posłów, polegające na głosowaniu „za”, zamiast „przeciw” nie stanowią przypadku „uzasadnionych wątpliwości co do wyniku głosowania”, o którym mowa była w art. 189 ust. 1. Regulaminu Sejmu. Reasumpcja głosowania zgodnie z wolą partii rządzącej ma „nie mieć nic wspólnego z demokracją”. Według stowarzyszenia wydarzenia z 36. posiedzenia Sejmu Rzeczypospolitej Polskiej IX kadencji „stanowią prostą drogę do autorytaryzmu”.

### Uzyskanie przez TVN24 holenderskiej koncesji
16 sierpnia zarząd TVN S.A. poinformował o uzyskaniu przez TVN24 koncesji holenderskiej, o którą wniosek został złożony w lipcu 2021 roku, wobec przedłużającej się bierności KRRiT. Przyznanie holenderskiej koncesji oznaczało, że stacja będzie miała możliwość nadawać na terenie Polski nawet w przypadku uchwalenia niekorzystnych dla jej właściciela zapisów nowelizacji, a spółka-matka, Discovery, nie zostanie zmuszona do sprzedaży większości udziałów, ponieważ zgodnie z prawem unijnym koncesja uzyskana w dowolnym państwie członkowskim Unii Europejskiej upoważnia podmiot nią objęty do nadawania we wszystkich państwach członkowskich. W oświadczeniu zarząd TVN S.A.  zaznaczył, że ustawa podważała wolność słowa, niezależność mediów oraz własność prywatną. 30 sierpnia 2021 KRRiT poinformowała, że stacja telewizyjna TVN24 będzie mogła nadawać na terenie Polski na podstawie koncesji holenderskiej.

### Głosowanie w Senacie
9 września 2021 izba wyższa polskiego parlamentu, Senat RP w całości odrzuciła nowelizację ustawy o radiofonii i telewizji (za odrzuceniem zagłosowali wszyscy senatorowie KO, PSL, Lewicy, Polski2050, Porozumienia Jarosława Gowina, a także Stanisław Gawłowski, Jan Maria Jackowski, Krzysztof Kwiatkowski, Wadim Tyszkiewicz). Część senatorów ustawiło na swoich biurkach kartki z symbolem protestów w obronie wolnych mediów – logiem TVN-u z symbolem victorii.

### Powrót ustawy do Sejmu
17 grudnia 2021 Komisja Kultury i Środków Przekazu negatywnie zaopiniowała uchwałę Senatu RP o odrzuceniu projektu ustawy. Tego samego dnia izba niższa podjęła decyzję o odrzuceniu uchwały izby wyższej o odrzuceniu ustawy. Za ustawą głosowało 225 spośród 228 członków i członkiń tzw. „Zjednoczonej Prawicy” – posłowie i posłanki partii o nazwach Prawo i Sprawiedliwość i Solidarna Polska, trzech spośród czterech posłów Kukiz’15, a także Łukasz Mejza. Przeciw byli wszyscy posłowie Koalicji Obywatelskiej (oprócz niebiorących udziału w posiedzeniu Krzysztofa Piątkowskiego i Sławomira Piechoty), Lewicy, Koalicji Polskiej, Porozumienia (oprócz nieobecnego Jarosława Gowina), Polskich Spraw, Polskiej Partii Socjalistycznej, a także poseł niezrzeszony Ryszard Galla, w głosowaniu nie wziął udziału Stanisław Tyszka. Wszyscy (oprócz wykluczonego z obrad Grzegorza Brauna) posłowie Konfederacji, a także poseł Zbigniew Ajchler wstrzymali się od głosu.

### Weto Prezydenta RP Andrzeja Dudy
27 grudnia 2021 Prezydent Rzeczypospolitej Polskiej Andrzej Duda zdecydował o zawetowaniu nowelizacji ustawy o radiofonii i telewizji. Podejmując decyzję o zawetowaniu ustawy Prezydent rozważał kwestie Traktatu o stosunkach handlowych i gospodarczych między Rzecząpospolitą Polską a Stanami Zjednoczonymi Ameryki, ochrony prawa własności, ochrony swobody działalności gospodarczej, ochrony interesów, pluralizmu medialnego i wolności słowa. Decyzja spotkała się z aprobatą środowisk opozycyjnych (zarówno lewicowych, centrowych, jak i prawicowych), prawniczych i dziennikarskich.
20 grudnia 2023, po blisko 2 latach od zawetowania przez prezydenta Andrzeja Dudę nowelizacji ustawy o radiofonii i telewizji, senator PiS Stanisław Karczewski w rozmowie w programie "Kropka nad i" w TVN24 zdradził prawdziwy cel, jaki przyświecał jej projektodawcom: "chcieliśmy zamknąć TVN (...), żeby polskie media były faktycznie polskimi mediami i o to nam chodziło w całym interesie".

## Przebieg protestów

### Reakcja polskich i zagranicznych środowisk dziennikarskich

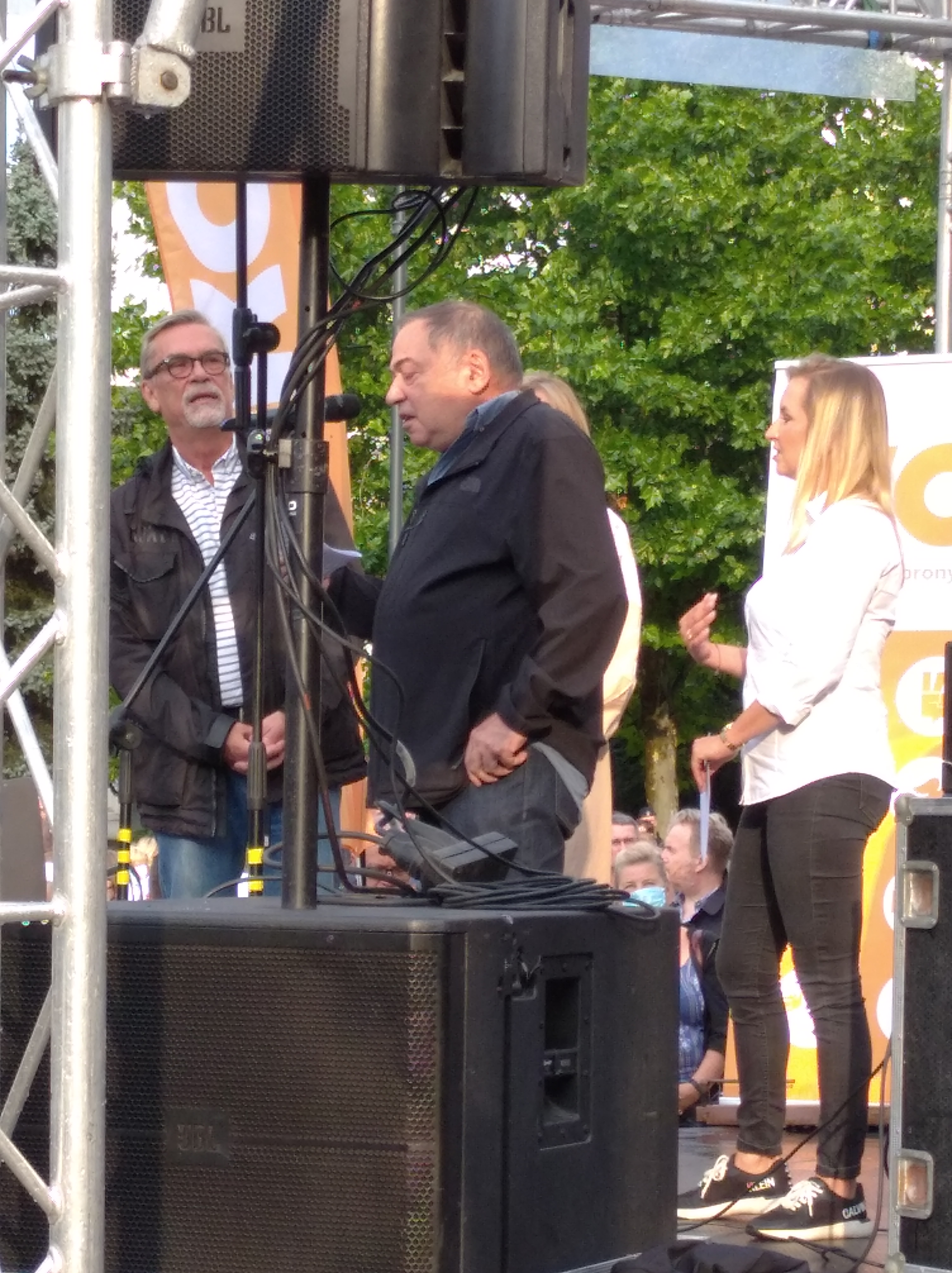
Seweryn Blumsztajn przemawia na scenie przed Sejmem w trakcie demonstracji „wolne media, wolni ludzie, wolna Polska” (10 sierpnia 2021)

10 sierpnia 2021 o godzinie 13:00 przed gmachem Sejmu RP został odczytany apel ponad 800 polskich dziennikarzy, sprzeciwiających się „działaniom rządu Zjednoczonej Prawicy uderzającym w niezależność stacji TVN”. Piotr Pacewicz uznał apel za „największą inicjatywę w historii dziennikarstwa”. Do 13 sierpnia 2021 ponad 1000 dziennikarzy i dziennikarek sprzeciwiło się nowelizacji ustawy.
Projekt ustawy był szeroko i negatywnie komentowany przez zagraniczne media – m.in. przez Reutersa, Politico, Associated Press, The Washington Post, The New York Times, The Guardian, Euronews, France 24, Libération oraz The Independent.
Poparcie dla ustawy wyraziło oskarżane przez część środowiska dziennikarskiego o stronniczość i sympatię wobec rządu PiS Centrum Monitoringu Wolności Prasy Stowarzyszenia Dziennikarzy Polskich. W opinii dyrektor Centrum, Jolanty Hajdasz zmiany nie godzą w wolność słowa lecz chronią polskie media przed wykupieniem ich przez spółki spoza Unii Europejskiej.

### Protesty społeczne 10 sierpnia 2021
10 sierpnia 2021 w ponad 100 polskich miejscowościach, w Berlinie, w Sassnitz i w Brukseli kilkadziesiąt tysięcy osób wzięło udział w protestach społecznych przeciwko projektowi ustawy. O godzinie 18:00 rozpoczęły się zorganizowane przez Komitet Obrony Demokracji protesty. W Warszawie do osób protestujących przemawiali m.in.: Seweryn Blumsztajn i Katarzyna Janowska. Na początku wydania „Faktów” z 11 sierpnia 2021 prowadzący Piotr Marciniak podziękował protestującym za wyrazy wsparcia dla nadawcy.

### Reakcja amerykańskich polityków i dyplomatów

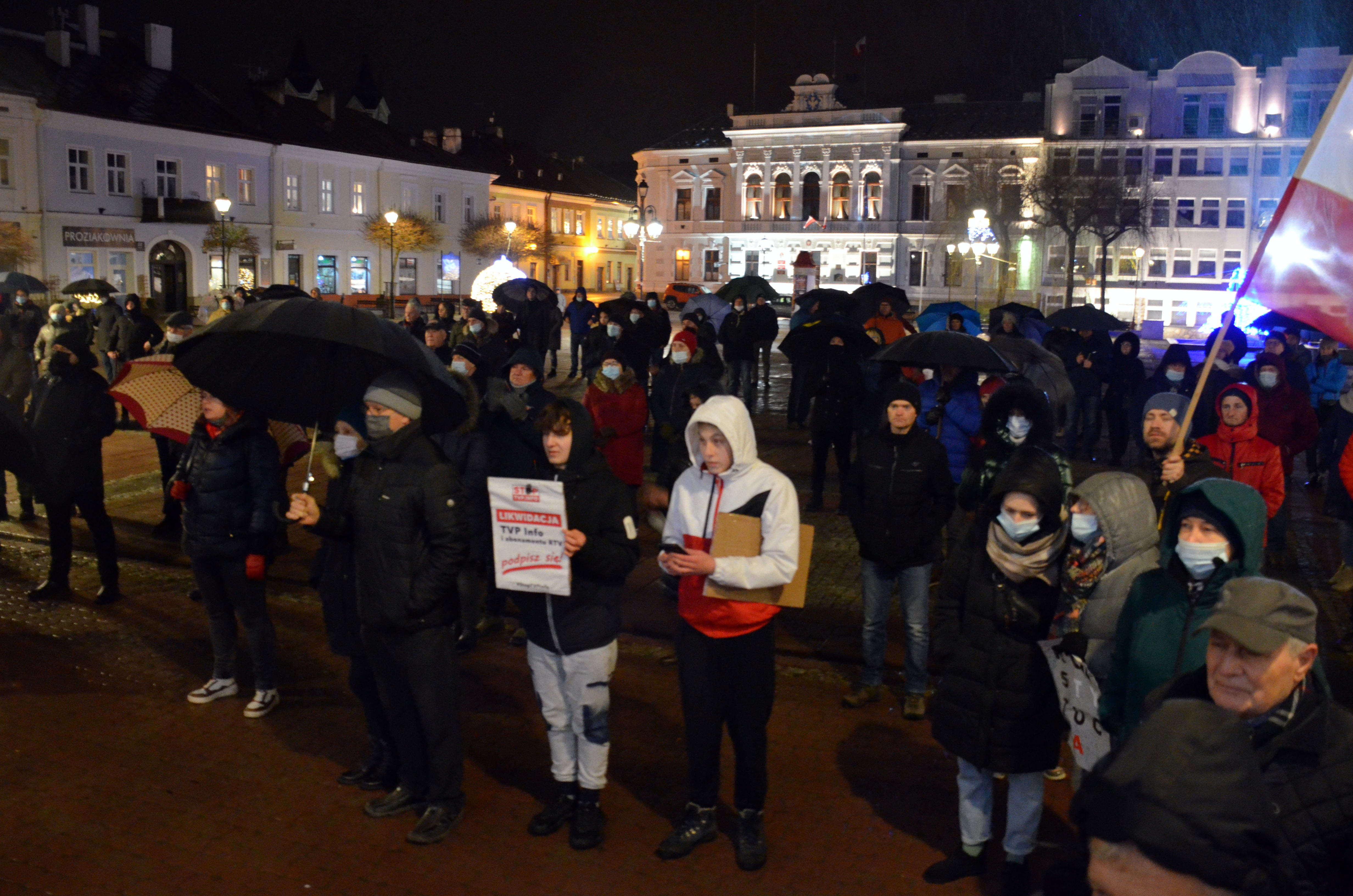
Uczestnicy demonstracji przeciwko projektowi nowelizacji ustawy na Rynku w Sanoku 19 grudnia 2021)

Doradca sekretarza stanu Stanów Zjednoczonych Derek Chollet poinformował, iż prezydent Joe Biden osobiście śledził sprawę nowelizacji ustawy o radiofonii i telewizji. Ponadto oświadczył, że sprawa TVN-u była priorytetem dla Stanów Zjednoczonych, zarówno republikanów, jak i demokratów.
4 sierpnia 2021 grupa amerykańskich senatorów – Jeanne Shaheen, Dick Durbin, Chris Murphy, Chris Coons, Ben Cardin i Jim Risch – podpisała się pod wspólnym oświadczeniem, w którym stwierdzono, iż „ta ustawa, w połączeniu z odmową Polski przedłużenia licencji dla firmy TVN, kontynuuje niepokojącą trajektorię dla polskiej demokracji”, a także, że „każda decyzja o przyjęciu tych przepisów może mieć negatywne konsekwencje dla kwestii obronności, biznesu i stosunków handlowych”.
6 sierpnia 2021 grupa członków Izby Reprezentantów Stanów Zjednoczonych – Gregory Meeks, Michael McCaul, Bill Keating, Brian Fitzpatrick, Gerry Connolly i Steve Chabot – wydała oświadczenie, w którym napisała, że projekt nowelizacji „wpisuje się w niepokojący trend dotyczący niezależnych mediów w Polsce, o czym świadczy spadek w najnowszym rankingu World Press Freedom Index na najniższą w historii, 62. pozycję po pięciu kolejnych latach spadków”.
11 sierpnia 2021 rzecznik Departamentu Stanu Stanów Zjednoczonych Ned Price wezwał Polskę „by udowodniła przywiązanie do zasad demokratycznych”. 12 sierpnia 2021 sekretarz stanu Stanów Zjednoczonych Antony Blinken wyraził głębokie zaniepokojenie w związku z przyjęciem przez Sejm RP „lex anty-TVN”. W wydanym oświadczeniu stwierdził, że „ustawa znacząco osłabiłaby środowisko medialne, które Polacy budowali tak długo” oraz że ten akt legislacyjny jest „sprzeczny z zasadami i wartościami, na których zbudowane są nowoczesne i demokratyczne państwa”.
18 grudnia 2021, po odrzuceniu uchwały izby wyższej o odrzuceniu projektu ustawy przez izbę niższą senatorowie Jim Risch z Partii Republikańskiej i Jeanne Shaheen z Partii Demokratycznej poinformowali, że jeśli ustawa zostanie podpisana przez Andrzeja Dudę, to „przyczyni się do upadku wolności słowa w Polsce”. Przedstawicielka Departamentu Stanu uznała, że „ustawa poważnie osłabi wolność mediów” w Polsce.

### Reakcja przedsiębiorców
Rada Przedsiębiorczości sprzeciwiła się proponowanym przez PiS zmianom w ustawie o radiofonii i telewizji. Uznała ona, iż zapisy zawarte w projekcie ustawy „nie mają żadnego merytorycznego uzasadnienia, mają za to czysto polityczny charakter”. Projekt nowelizacji zdaniem Rady miał również spowodować „fatalne skutki dla osłabionej pandemią gospodarki: wszyscy stracimy na spadku zaufania w relacjach z kluczowymi partnerami zagranicznymi i dalszym zahamowaniu prywatnych inwestycji”. Pod apelem Rady podpisali się przedstawiciele członków Rady Przedsiębiorczości: Krajowej Izby Gospodarczej, Federacji Przedsiębiorców Polskich, Związku Liderów Sektora Usług Biznesowych-ABSL, Konfederacji Lewiatan, Polskiej Rady Biznesu, Pracodawców RP, Związku Pracodawców Business Centre Club, Związku Banków Polskich, Związku Rzemiosła Polskiego.

### Odwołanie Jarosława Gowina z zajmowania funkcji państwowych i odejście Porozumienia z koalicji rządowej
Porozumienie Jarosława Gowina sprzeciwiało się przyjęciu nowelizacji ustawy. Jan Strzeżek, zastępca rzecznika tej partii, poinformował, że w przypadku nieprzyjęcia poprawki, zakładającej możliwość kupna nadawcy przez kraj z OECD, partia zagłosuje przeciw projektowi nowelizacji. 10 sierpnia 2021 premier Mateusz Morawiecki złożył wniosek do prezydenta Andrzeja Dudy o odwołanie Jarosława Gowina z zajmowania funkcji państwowych. Dzień później, 11 sierpnia, prezydent odwołał Jarosława Gowina z funkcji ministerialnych. Tego samego dnia swoje rezygnacje z zajmowania funkcji państwowych złożyli także Grzegorz Piechowiak, Wojciech Murdzek, Iwona Michałek, Andrzej Gut-Mostowy i Marcin Ociepa, a Zarząd Krajowy Porozumienia podjął decyzję o opuszczeniu tzw. Zjednoczonej Prawicy.

### Opinia Rzecznika Praw Obywatelskich
Rzecznik Praw Obywatelskich Marcin Wiącek pierwotnie uznał, że cel ustawy jest słuszny, ale „można to zrobić skalpelem, a nie siekierą”, a także, że projekt ustawy był  „niekonstytucyjny oraz niezgodny z prawem UE”. Jego poprzednik – Adam Bodnar – stwierdził m.in., że ustawa „narusza wolność mediów oraz wolność słowa”.

### Opinia publiczna
| Pytanie                                                                                                  | Data            | Sondażownia             | Próba     | Tak | Nie | Nie wiem/ Nie mam zdania | Źródło |
| --- | --------------- | ----------------------- | --------- | --- | --- | ------------------------ | ------ |
| Czy prezydent powinien podpisać ustawę tzw. Lex TVN? która może doprowadzić do zamknięcia telewizji TVN? | 21–23.09.2021   | IPSOS                   | 1000      | 25% | 67% | 8%                       | [ 63 ] |
| Czy partia rządząca powinna mieć wpływ na emitowane w TVN treści?                                        | lipiec 2021     | Kantar                  | ?         | 6%  | 86% | 8%                       | [ 64 ] |
| Czy wolność mediów jest jedną z podstawowych wartości demokracji?                                        | lipiec 2021     | Kantar                  | ?         | 77% | 11% | 12%                      | [ 65 ] |
| Czy zadaniem mediów jest patrzeć władzy i politykom na ręce?                                             | lipiec 2021     | Kantar                  | ?         | 72% | 14% | 14%                      | [ 65 ] |
| Czy obecność TVN i TVN24 to konieczny element różnorodności mediów w Polsce?                             | lipiec 2021     | Kantar                  | ?         | 64% | 18% | 18%                      | [ 65 ] |
| Czy chce pan(i), by TVN przestał nadawać?                                                                | 30.07–2.08.2021 | Instytut Badań Pollster | 1049 osób | 15% | 70% | 15%                      | [ 66 ] |
| Czy pana/pani zdaniem PiS chce zlikwidować TVN?                                                          | 30.07–2.08.2021 | Instytut Badań Pollster | 1049 osób | 64% | 13% | 23%                      | [ 66 ] |